# Atherigona pilosa
Atherigona pilosa este o specie de muște din genul Atherigona, familia Muscidae, descrisă de Deeming în anul 1981.
Este endemică în Etiopia. Conform Catalogue of Life specia Atherigona pilosa nu are subspecii cunoscute.